# Psammotettix alaicus
Psammotettix alaicus är en insektsart som beskrevs av Dubovsky 1966. Psammotettix alaicus ingår i släktet Psammotettix och familjen dvärgstritar. Inga underarter finns listade i Catalogue of Life.